# 爆女王
爆女王（ばくじょおう）は、超花火プロレスが管理、認定している王座。

## 歴史
2017年1月29日、博多スターレーン大会で大仁田厚がタッグを組んだ長与千種に「爆破女王」の称号を与えて工藤めぐみが創設を発表。タイトルマッチは電流爆破デスマッチで行われる。
その後、初代爆女王王座決定トーナメントの開催が予定されていたが、オファーをかけた各主要団体から断られてしまう。
タッグマッチで王座が懸けられることもあり、この場合は王者が直接勝利した場合のみ防衛、パートナー含め他選手が直接勝利した場合はその選手が新王者となる。
8月13日、神戸常盤アリーナでの大会後、大仁田厚より長与千種が初代王座に就く事を表明
8月25日、超花火EPの工藤めぐみより、トーナメント延期と長与千種が正式な爆女王初代王者である事が発表される。
11月3日、カルッツかわさき大会で高橋奈七永を迎えた初の王座戦が開催。
2018年1月28日、大阪府立体育会館第2競技場大会にて長与千種、世志琥、藤田あかね、ブードゥ・レディーマスクによる4WAYマッチが行われ、世志琥が藤田に勝利して第2代王者となる。

## 歴代王者
| 歴代  | 選手         | 戴冠回数 | 防衛回数 | 獲得日付      | 獲得場所 （対戦相手・その他）                 |
| ----- | ------------ | -------- | -------- | ------------- | --------------------------------------------- |
| 初代  | 長与千種     | 1        | 1        | 2017年8月13日 | 兵庫県立文化体育館 超花火プロレスが王者に認定 |
| 第2代 | 世志琥       | 1        | 0        | 2018年1月28日 | 大阪府立体育会館第2競技場                     |
| 第3代 | 世羅りさ     | 1        | 2        | 2018年7月22日 | 大阪府立体育会館第2競技場                     |
| 第4代 | 高橋奈七永   | 1        | 0        | 2019年2月16日 | カルッツかわさき                              |
| 第5代 | 松本浩代     | 1        | 0        | 2019年8月18日 | 川崎競馬場                                    |
| 第6代 | 尾崎魔弓     | 1        | 0        | 2019年8月25日 | 横浜文化体育館                                |
| 第7代 | 松本浩代     | 2        | 0        | 2020年2月24日 | カルッツかわさき 2023年6月20日返上            |
| 第8代 | アジャコング | 1        | 0        | 2023年7月22日 | 大阪府立体育会館第2競技場 松本浩代            |